# Episodi di Childrens Hospital (quarta stagione)
La quarta stagione della serie televisiva Childrens Hospital, composta da 14 episodi, è stata trasmessa negli Stati Uniti dal 10 agosto 2012 al 16 novembre dello stesso anno sul canale Adult Swim.
In Italia la stagione è inedita.
| nº | Titolo originale                    | Titolo italiano | Prima TV USA      | Prima TV Italia |
| -- | ----------------------------------- | --------------- | ----------------- | --------------- |
| 1  | The Boy with the Pancakes Tattoo    |                 | 10 agosto 2012    |                 |
| 2  | Staff Dance                         |                 | 17 agosto 2012    |                 |
| 3  | Chief's Origin                      |                 | 24 agosto 2012    |                 |
| 4  | Free Day                            |                 | 31 agosto 2012    |                 |
| 5  | Behind the Scenes                   |                 | 7 settembre 2012  |                 |
| 6  | The Return of the Young Billionaire |                 | 14 settembre 2012 |                 |
| 7  | British Hospital                    |                 | 21 settembre 2012 |                 |
| 8  | Ladies Night                        |                 | 28 settembre 2012 |                 |
| 9  | A Kid Walks in to a Hospital        |                 | 5 ottobre 2012    |                 |
| 10 | A Year in the Life                  |                 | 19 ottobre 2012   |                 |
| 11 | Attention Staff                     |                 | 26 ottobre 2012   |                 |
| 12 | Childrens Lawspital                 |                 | 2 novembre 2012   |                 |
| 13 | Wisedocs                            |                 | 9 novembre 2012   |                 |
| 14 | Eulogy                              |                 | 16 novembre 2012  |                 |